# Wílmar Barrios
Wílmar Enrique Barrios Terán (født 16. oktober 1993 i Cartagena, Colombia), er en colombiansk fodboldspiller (defensiv midtbane).
Barrios spiller for Zenit Skt. Petersborg i Rusland, som han skiftede til i februar 2019. Han skiftede til Zenit fra Boca Juniors i Argentina, som han har repræsenteret siden 2016, hvor han især huskes for sin udvisning i 2018 Copa Libertadores finalen mod River Plate på Estadio Santiago Bernabeu i Madrid. Tidligere har han spillet for Deportes Tolima i hjemlandet.

## Landshold
For Colombias landshold har Barrios (pr. juni 2018) spillet 10 kampe. Han repræsenterede sit land ved VM 2018 i Rusland, og var også med et særligt OL-landshold med ved OL 2016 i Rio de Janeiro.